# یوتا دوپیکر
یوتا دوپیکر یک ستاره است که در صورت فلکی دوپیکر قرار دارد.